# Little Black Bear 84
Little Black Bear 84 är ett reservat i Kanada.   Det ligger i provinsen Saskatchewan, i den sydöstra delen av landet, 2 100 km väster om huvudstaden Ottawa.
Omgivningarna runt Little Black Bear 84 är en mosaik av jordbruksmark och naturlig växtlighet. Runt Little Black Bear 84 är det mycket glesbefolkat, med 2 invånare per kvadratkilometer.